# Список нагород і номінацій 50 Cent
Нижче наведено повний список нагород і номінацій американського репера 50 Cent. Після виходу компіляції Guess Who's Back? (2002) він став підписантом мейджор-лейблу Interscope Records.

## Греммі
«Греммі» присуджують щорічно за результатами голосування вповноважених членів «Академії звукозапису». 50 Cent номінували 14 разів, кількість перемог: 1.
| Рік  | Номінант                                                       | Категорія                               | Результат |
| ---- | -------------------------------------------------------------- | --------------------------------------- | --------- |
| 2004 | 50 Cent                                                        | Найкращий новий артист                  | Номінація |
| 2004 | «In da Club»                                                   | Найкраще чоловіче сольне реп-виконання  | Номінація |
| 2004 | «In da Club»                                                   | Найкраща реп-пісня                      | Номінація |
| 2004 | «Magic Stick» (разом з Lil' Kim)                               | Найкраще реп-виконання дуетом чи групою | Номінація |
| 2004 | Get Rich or Die Tryin'                                         | Найкращий реп-альбом                    | Номінація |
| 2006 | «Disco Inferno»                                                | Найкраще чоловіче сольне реп-виконання  | Номінація |
| 2006 | «Encore» (разом з Eminem та Dr. Dre)                           | Найкраще реп-виконання дуетом чи групою | Номінація |
| 2006 | «Hate It or Love It» (разом з The Game)                        | Найкраще реп-виконання дуетом чи групою | Номінація |
| 2006 | «Candy Shop»                                                   | Найкраща реп-пісня                      | Номінація |
| 2006 | «Hate It or Love It»                                           | Найкраща реп-пісня                      | Номінація |
| 2006 | The Massacre                                                   | Найкращий реп-альбом                    | Номінація |
| 2008 | «I Get Money»                                                  | Найкраще сольне реп-виконання           | Номінація |
| 2008 | «Ayo Technology» (разом з Джастіном Тімберлейком та Timbaland) | Найкраща реп-пісня                      | Номінація |
| 2010 | «Crack a Bottle»(разом з Eminem та Dr. Dre)                    | Найкраще реп-виконання дуетом чи групою | Перемога  |

## Латиноамериканська Греммі
| Рік  | Номінант            | Категорія            | Результат |
| ---- | ------------------- | -------------------- | --------- |
| 2009 | Mujeres in the Club | Найкраща урбан-пісня | Номінація |

## Премія ЕХО
Премію ЕХО вручають щороку від асоціації компаній звукозапису Німеччини Deutsche Phono-Akademie.
| Рік  | Номінант | Категорія                      | Результат |
| ---- | -------- | ------------------------------ | --------- |
| 2004 | 50 Cent  | Міжнародний артист року        | Перемога  |
| 2006 | 50 Cent  | Міжнародний артист року        | Перемога  |
| 2008 | 50 Cent  | Міжнародний R&B/хіп-хоп артист | Перемога  |

## American Music Awards
На щорічній American Music Awards 50 Cent отримав 5 нагород із 7 номінацій.
| Рік  | Номінант               | Категорія                        | Результат |
| ---- | ---------------------- | -------------------------------- | --------- |
| 2003 | 50 Cent                | Улюблений реп/хіп-хоп виконавець | Перемога  |
| 2003 | Get Rich or Die Tryin' | Улюблений реп/хіп-хоп альбом     | Перемога  |
| 2003 | 50 Cent                | Вибір фанів                      | Номінація |
| 2005 | The Massacre           | Улюблений реп/хіп-хоп альбом     | Перемога  |
| 2005 | 50 Cent                | Улюблений поп/рок виконавець     | Номінація |
| 2005 | 50 Cent                | Улюблений реп/хіп-хоп виконавець | Номінація |
| 2005 | 50 Cent                | Артист року                      | Номінація |

## ASCAP Awards
ASCAP Awards щорічно присуджує Американськська спілка композиторів, авторів і видавців.

### Pop Music Awards
| Рік  | Номінант     | Категорія                 | Результат |
| ---- | ------------ | ------------------------- | --------- |
| 2004 | 50 Cent      | Автор року1               | Перемога  |
| 2005 | «In da Club» | Найбільш виконувана пісня | Перемога  |
| 2005 | «P.I.M.P.»   | Найбільш виконувана пісня | Перемога  |
| 2006 | 50 Cent      | Автор року2               | Перемога  |

1 За «21 Questions», «In da Club» і «Magic Stick».

2 За «Candy Shop», «Disco Inferno», «Hate It or Love It», «How We Do» й «Just a Lil Bit».

### Rhythm & Soul Music Awards
ASCAP Rhythm & Soul Music Awards щорічно присуджують авторам та видавцям музику в стилях R&B, хіп-хоп, реґі.
| Рік  | Номінант     | Категорія                  | Результат |
| ---- | ------------ | -------------------------- | --------- |
| 2004 | 50 Cent      | Автор року3                | Перемога  |
| 2004 | «In da Club» | Найкраща R&B/хіп-хоп пісня | Перемога  |
| 2004 | «In da Club» | Найкраща реп-пісня         | Перемога  |
| 2005 | «In da Club» | Найкращий ринґтон року     | Перемога  |
| 2006 | 50 Cent      | Автор року4                | Перемога  |
| 2006 | «How We Do»  | Найкраща реп-пісня         | Перемога  |
| 2006 | «Candy Shop» | Ринґтон року               | Перемога  |

3 За «21 Questions», «In da Club», «Magic Stick», «P.I.M.P.» та «Wanksta».

4 За «Candy Shop», «Disco Inferno», «Hate It or Love It», «How We Do» й «Just a Lil Bit».

## AVN Awards
Кінонагороди американського журналу для дорослих AVN (Adult Video News).
| Рік  | Номінант     | Категорія                  | Результат |
| ---- | ------------ | -------------------------- | --------- |
| 2005 | Groupie Love | Найкраще інтерактивне DVD  | Перемога  |
| 2005 | Groupie Love | Найкраща музика            | Перемога  |
| 2005 | Groupie Love | Найкраще доповнення до DVD | Номінація |
| 2005 | Groupie Love | Найкраще меню DVD          | Номінація |

## BET Awards
BET Awards було започатковано в 2001 телеканалом Black Entertainment Television для нагородження афроамериканців та інших меншин у музиці, кінематографі, спорті й інших видах індустрії розваг. Церемонія проходить щорічно й транслюється наживо на BET.
| Рік  | Номінант             | Категорія                    | Результат |
| ---- | -------------------- | ---------------------------- | --------- |
| 2003 | 50 Cent              | Найкращий новий артист       | Перемога  |
| 2003 | 50 Cent              | Найкращий хіп-хоп виконавець | Перемога  |
| 2004 | 50 Cent              | Найкращий хіп-хоп виконавець | Номінація |
| 2004 | G-Unit               | Найкращий гурт               | Перемога  |
| 2004 | «Hate It or Love It» | Найкраща спільна пісня       | Номінація |
| 2005 | 50 Cent              | Найкращий хіп-хоп виконавець | Номінація |
| 2006 | 50 Cent              | Найкращий хіп-хоп виконавець | Перемога  |
| 2006 | 50 Cent              | Найкращий хіп-хоп виконавець | Номінація |

## BET Hip Hop Awards
BET Hip Hop Awards присуджують щорічно хіп-хоп виконавцям, продюсерам, кліпмейкерам.
| Рік  | Номінант      | Категорія              | Результат |
| ---- | ------------- | ---------------------- | --------- |
| 2007 | «I Get Money» | Найкраще хіп-хоп відео | Номінація |
| 2008 | 50 Cent       | Гастлер року           | Перемога  |

## Billboard Music Award
Billboard Music Award проходить щороку в грудні за підтримки журналу Billboard. При визначенні переможців до уваги беруть результати продажу й радіоротації від Nielsen SoundScan і Nielsen Broadcast Data Systems.
| Рік  | Номінант               | Категорія                   | Результат |
| ---- | ---------------------- | --------------------------- | --------- |
| 2003 | Get Rich or Die Tryin' | Альбом року                 | Перемога  |
| 2003 | 50 Cent                | Альбом року                 | Перемога  |
| 2003 | «In da Club»           | Сингл року з Hot 100        | Перемога  |
| 2003 | 50 Cent                | R&B/хіп-хоп виконавець року | Перемога  |
| 2003 | 50 Cent                | Реп-виконавець року         | Перемога  |
| 2003 | 50 Cent                | Виконавець року з Hot 100   | Перемога  |
| 2004 | «In da Club»           | Ринґтон року                | Перемога  |
| 2004 | «P.I.M.P.»             | Ринґтон року                | Номінація |
| 2005 | 50 Cent                | Артист року                 | Перемога  |
| 2005 | 50 Cent                | Артист року з Hot 100       | Перемога  |
| 2005 | The Massacre           | Альбом року                 | Перемога  |
| 2005 | 50 Cent                | R&B/хіп-хоп виконавець року | Перемога  |
| 2005 | 50 Cent                | Реп-виконавець року         | Перемога  |
| 2005 | «Candy Shop»           | Ринґтон року                | Перемога  |
| 2005 | The Massacre           | R&B/хіп-хоп альбом року     | Номінація |
| 2005 | The Massacre           | Реп-альбом року             | Номінація |
| 2005 | «Candy Shop»           | Реп-пісня року              | Номінація |
| 2005 | «How We Do»            | Реп-пісня року              | Номінація |

### Billboard R&B/Hip-Hop Awards
При визначенні переможців до уваги беруть результати у чартах Hot R&B/Hip-Hop Songs, Rap Songs тощо.
| Рік  | Номінант               | Категорія                               | Результат |
| ---- | ---------------------- | --------------------------------------- | --------- |
| 2003 | 50 Cent                | Артист з Top R&B/Hip-Hop                | Перемога  |
| 2003 | 50 Cent                | Виконавець з Top R&B/Hip-Hop            | Перемога  |
| 2003 | 50 Cent                | Новий артист з Top R&B/Hip-Hop          | Перемога  |
| 2003 | 50 Cent                | Артист з Top R&B/Hip-Hop Songs          | Перемога  |
| 2003 | Get Rich or Die Tryin' | Альбом з Top R&B/Hip-Hop Albums         | Перемога  |
| 2003 | «In da Club»           | Сингл з Top R&B/Hip-Hop Singles         | Перемога  |
| 2003 | 50 Cent                | Артист з Top R&B/Hip-Hop Albums         | Перемога  |
| 2003 | Get Rich or Die Tryin' | Альбом з Top Rap Albums                 | Перемога  |
| 2003 | «In da Club»           | Сингл з Top R&B/Hip-Hop Singles Airplay | Перемога  |
| 2003 | «In da Club»           | Пісня року з Hot Rap Tracks             | Перемога  |
| 2005 | The Massacre           | Альбом з Top R&B/Hip-Hop Albums         | Перемога  |
| 2005 | 50 Cent                | Артист з Top R&B/Hip-Hop Albums         | Перемога  |
| 2005 | The Massacre           | Альбом з Top Rap Albums                 | Перемога  |
| 2005 | 50 Cent                | Артист з Top R&B/Hip-Hop                | Перемога  |
| 2005 | 50 Cent                | Виконавець з Top R&B/Hip-Hop Artist     | Перемога  |
| 2005 | 50 Cent                | Артист з Top R&B/Hip-Hop Singles        | Перемога  |

## Brit Awards
Brit Awards проходить щороку за підтримки Британської асоціації виробників фонограм.
| Рік  | Номінант | Категорія                               | Результат |
| ---- | -------- | --------------------------------------- | --------- |
| 2004 | 50 Cent  | Міжнародний прорив                      | Перемога  |
| 2004 | 50 Cent  | Найкращий артист з міжнародним проривом | Номінація |
| 2004 | 50 Cent  | Найкращий міжнародний виконавець        | Номінація |

## Danish Music Awards
| Рік  | Номінант     | Категорія              | Результат |
| ---- | ------------ | ---------------------- | --------- |
| 2004 | «In da Club» | Міжнародний хіт року   | Номінація |
| 2004 | 50 Cent      | Іноземний новачок року | Номінація |

## International Dance Music Awards
Премію вручають з 1980.
| Рік  | Номінант                                                      | Категорія                              | Результат |
| ---- | ------------------------------------------------------------- | -------------------------------------- | --------- |
| 2003 | «Wanksta»                                                     | Найкраща реп/хіп-хоп пісня             | Номінація |
| 2004 | «In da Club»                                                  | Найкращий реп/хіп-хоп                  | Перемога  |
| 2006 | «How We Do» (разом з The Game)                                | Найкраща реп/хіп-хоп пісня             | Номінація |
| 2008 | «Ayo Technology» (разом з Джастіном Тімберлейком і Timbaland) | Найкраща танцювальна реп/хіп-хоп пісня | Номінація |

## International Reggae and World Music Awards
Премію започаткував видавець і підприємець Іфрієм Мартін у 1982.
| Рік  | Номінант | Категорія                | Результат |
| ---- | -------- | ------------------------ | --------- |
| 2004 | 50 Cent  | Найкращий хіп-хоп артист | Перемога  |

## Juno Awards
Премію вперше провели в 1970. Наразі це відбувається за сприяння Канадської академії мистецтв і науки звукозапису.
| Рік  | Номінант               | Категорія               | Результат |
| ---- | ---------------------- | ----------------------- | --------- |
| 2004 | Get Rich or Die Tryin' | Міжнародний альбом року | Перемога  |
| 2006 | The Massacre           | Міжнародний альбом року | Номінація |

## MOBO Awards
Кен'я Кінґ започаткувала MOBO Awards (акронім «Music of Black Origin») у 1996. Церемонія проходить у Великій Британії. Номінанти: артисти будь-якої раси чи національності, що виконують музику чорних.
| Рік  | Номінант               | Категорія                    | Результат |
| ---- | ---------------------- | ---------------------------- | --------- |
| 2003 | 50 Cent                | Найкращий хіп-хоп виконавець | Перемога  |
| 2003 | Get Rich or Die Tryin' | Найкращий альбом             | Перемога  |
| 2003 | «In da Club»           | Найкращий сингл              | Перемога  |

## MP3 Music Awards
Премію започатковано у Великій Британії (2007).
| Рік  | Номінант                     | Категорія       | Результат  |
| ---- | ---------------------------- | --------------- | ---------- |
| 2010 | «Baby by Me» (разом з Ne-Yo) | Хіп-хоп/R&B/Реп | невирішено |

## MTV Australia Video Music Awards
| Рік  | Номінант         | Категорія                   | Результат |
| ---- | ---------------- | --------------------------- | --------- |
| 2006 | «Candy Shop»     | Найкращий хіп-хоп відеокліп | Номінація |
| 2008 | «Ayo Technology» | Відеокліп року              | Номінація |

## MTV Europe Music Awards
| Рік  | Номінант               | Категорія                | Результат |
| ---- | ---------------------- | ------------------------ | --------- |
| 2003 | Get Rich or Die Tryin' | Найкращий альбом         | Номінація |
| 2003 | 50 Cent                | Найкращий хіп-хоп артист | Номінація |
| 2003 | 50 Cent                | Найкращий новий артист   | Номінація |
| 2005 | 50 Cent                | Найкращий хіп-хоп артист | Номінація |
| 2005 | 50 Cent                | Найкращий виконавець     | Номінація |
| 2005 | The Massacre           | Найкращий альбом         | Номінація |

## MTV Video Music Awards
MTV Video Music Awards було започатковано в 1984 телеканалом MTV для визначення найкращих відеокліпів року.
| Рік  | Номінант         | Категорія                      | Результат |
| ---- | ---------------- | ------------------------------ | --------- |
| 2003 | «In da Club»     | Найкраще реп-відео             | Перемога  |
| 2003 | «In da Club»     | Найкращий новий артист у відео | Перемога  |
| 2003 | «In da Club»     | Найкраще відео року            | Номінація |
| 2003 | «In da Club»     | Найкраще чоловіче відео        | Номінація |
| 2003 | «In da Club»     | Вибір глядацьких симпатій      | Номінація |
| 2004 | «P.I.M.P.»       | Найкраще реп-відео             | Номінація |
| 2005 | «Candy Shop»     | Найкраще чоловіче відео        | Номінація |
| 2006 | «Window Shopper» | Найкраще реп-відео             | Номінація |

## MTV Video Music Awards Japan
| Рік  | Номінант         | Категорія                | Результат |
| ---- | ---------------- | ------------------------ | --------- |
| 2006 | «Candy Shop»     | Найкраще чоловіче відео  | Номінація |
| 2006 | «Outta Control»  | Найкраще хіп-хоп відео   | Перемога  |
| 2007 | «Window Shopper» | Найкращий кліп до фільму | Номінація |
| 2008 | «Ayo Technology» | Найкраще хіп-хоп відео   | Номінація |

## MuchMusic Video Awards
MuchMusic Video Awards — щорічна премія за відеокліпи від канадського телеканалу MuchMusic.
| Рік  | Номінант     | Категорія                    | Результат |
| ---- | ------------ | ---------------------------- | --------- |
| 2003 | «In da Club» | Найкраще міжнародне відео    | Номінація |
| 2003 | 50 Cent      | Улюблений міжнародний артист | Номінація |
| 2004 | 50 Cent      | Улюблений міжнародний артист | Номінація |
| 2004 | «P.I.M.P.»   | Найкраще міжнародне відео    | Номінація |
| 2005 | «Candy Shop» | Найкраще міжнародне відео    | Номінація |
| 2005 | «Candy Shop» | Улюблений міжнародний артист | Номінація |
| 2007 | «Candy Shop» | Найкраще міжнародне відео    | Номінація |

## NAACP Image Awards
| Рік  | Номінант                                                                        | Категорія                              | Результат |
| ---- | ------------------------------------------------------------------------------- | -------------------------------------- | --------- |
| 2013 | «Formula 50: A 6-Week Workout and Nutrition Plan That Will Transform Your Life» | Літературний твір (З-поміж навчальних) | Номінація |

## NRJ Music Awards
| Рік  | Номінант                     | Категорія                   | Результат |
| ---- | ---------------------------- | --------------------------- | --------- |
| 2006 | 50 Cent                      | Міжнародний виконавець року | Номінація |
| 2008 | 50 Cent і Джастін Тімберлейк | Найкраща спільна пісня      | Номінація |
| 2008 | «Ayo Technology»             | Відеокліп року              | Перемога  |

## People's Choice Awards
People's Choice Awards присуджують діячам поп-культури за підсумками глядацького голосування.
| Рік  | Номінант | Категорія            | Результат |
| ---- | -------- | -------------------- | --------- |
| 2004 | 50 Cent  | Найкращий виконавець | Номінація |

## Q Awards
Q Awards присуджує британський журнал Q з 1990.
| Рік  | Номінант               | Категорія        | Результат |
| ---- | ---------------------- | ---------------- | --------- |
| 2003 | Get Rich or Die Tryin' | Найкращий альбом | Номінація |

## Radio Music Awards
Організатор: NBC. Дані надає Mediabase.
| Рік  | Номінант                       | Категорія                              | Результат |
| ---- | ------------------------------ | -------------------------------------- | --------- |
| 2003 | 50 Cent                        | Артист року (Hip Hop Radio)            | Перемога  |
| 2005 | 50 Cent                        | Артист року (Mainstream Hit Radio)     | Номінація |
| 2005 | 50 Cent                        | Артист року (Urban and Rhythmic Radio) | Номінація |
| 2005 | «Candy Shop»                   | Пісня року                             | Номінація |
| 2005 | «How We Do» (разом з The Game) | Пісня року                             | Номінація |

## Satellite Awards
Satellite Awards — щорічна премія, яку присуджує Міжнародна академією преси.
| Рік  | Номінант             | Категорія                  | Результат |
| ---- | -------------------- | -------------------------- | --------- |
| 2005 | «Hustler's Ambition» | Найкраща оригінальна пісня | Номінація |

## Soul Train Music Awards
| Рік  | Номінант  | Категорія                            | Результат |
| ---- | --------- | ------------------------------------ | --------- |
| 2003 | «Wanksta» | Найкращий R&B/соул- чи реп-відеокліп | Номінація |

## Teen Choice Awards
Teen Choice Awards — щорічна молодіжна премія, організована телекомпанією Фокс. Її вручають з 1999.
| Рік  | Номінант                                          | Категорія                  | Результат |
| ---- | ------------------------------------------------- | -------------------------- | --------- |
| 2003 | «21 Questions» (разом з Нейтом Доґґом)            | Найкраща спільна пісня     | Перемога  |
| 2003 | «In da Club»                                      | Пісня року                 | Перемога  |
| 2003 | 50 Cent                                           | Прорив                     | Перемога  |
| 2005 | 50 Cent                                           | Виконавець                 | Номінація |
| 2005 | 50 Cent                                           | Реп-артист                 | Номінація |
| 2005 | The Massacre                                      | Найкращий альбом           | Номінація |
| 2005 | «MJB da MVP» (разом з The Game, Мері Джей Блайдж) | Найкраща спільна пісня     | Номінація |
| 2005 | «Just a Lil Bit»                                  | Найкраща літня пісня       | Номінація |
| 2005 | «Just a Lil Bit»                                  | Найкраща пісня             | Номінація |
| 2005 | «Disco Inferno»                                   | Найкраща пісня для вечірок | Номінація |
| 2005 | «Candy Shop»                                      | Найкраща пісня для вечірок | Номінація |
| 2005 | «Candy Shop»                                      | Найкраща реп-пісня         | Номінація |
| 2005 | «Candy Shop»                                      | Найкращий сингл            | Номінація |
| 2005 | «How We Do» (разом з The Game)                    | Найкраща спільна пісня     | Номінація |
| 2006 | Розбагатій або помри                              | Актор                      | Номінація |

## The Source Awards
The Source Awards щорічно присуджує журнал The Source.
| Рік  | Номінант               | Категорія   | Результат |
| ---- | ---------------------- | ----------- | --------- |
| 2003 | Get Rich or Die Tryin' | Альбом року | Перемога  |
| 2003 | «In da Club»           | Сингл року  | Перемога  |
| 2003 | 50 Cent                | Прорив року | Перемога  |

## Urban Music Awards
Організатор щорічної церемонії: Invincible Media Group (проходить з 2003).
| Рік  | Номінант                                     | Категорія       | Результат |
| ---- | -------------------------------------------- | --------------- | --------- |
| 2009 | «Crack a Bottle» (разом з Eminem та Dr. Dre) | Найкращий сингл | Номінація |

## Vibe Awards
Vibe Awards щорічно присуджує журнал Vibe.
| Рік  | Номінант               | Категорія          | Результат |
| ---- | ---------------------- | ------------------ | --------- |
| 2003 | 50 Cent                | Артист року        | Перемога  |
| 2003 | Get Rich or Die Tryin' | Найкрутіший альбом | Перемога  |
| 2003 | «In da Club»           | Найкращий гук      | Перемога  |
| 2004 | G-Unit                 | Найкращий гурт     | Перемога  |
| 2005 | «Hate It or Love It»   | Найкращий гук      | Перемога  |
| 2005 | 50 Cent                | Артист року        | Номінація |
| 2005 | 50 Cent                | Найкращий репер    | Перемога  |
| 2005 | «So Seductive»         | Клубний хіт        | Номінація |

## Whudat Music Awards
Whudat — журнал, який спеціалізується на R&B й хіп-хопі.
| Рік  | Номінант     | Категорія           | Результат |
| ---- | ------------ | ------------------- | --------- |
| 2004 | 50 Cent      | Хіп-хоп артист року | Перемога  |
| 2004 | «In da Club» | Сингл року          | Перемога  |

## World Music Awards
Щорічну міжнародну премію World Music Awards було засновано в 1989. Нагороди отримують за результатами продажу в усьому світі. Дані надає Міжнародна федерація виробників фонограм.
| Рік  | Номінант                                     | Категорія                      | Результат  |
| ---- | -------------------------------------------- | ------------------------------ | ---------- |
| 2003 | 50 Cent                                      | Найкращий артист року          | Перемога   |
| 2003 | 50 Cent                                      | Найкращий новий артист         | Перемога   |
| 2003 | 50 Cent                                      | Найкраще R&B-виконання         | Перемога   |
| 2003 | 50 Cent                                      | Найкраще хіп-хоп виконання     | Перемога   |
| 2003 | 50 Cent                                      | Найкраще поп-виконання         | Перемога   |
| 2007 | 50 Cent                                      | Найпродаваніший хіп-хоп артист | Перемога   |
| 2012 | 50 Cent                                      | Найкращий виконавець           | невирішено |
| 2012 | 50 Cent                                      | Найкращий розважальний артист  | невирішено |
| 2012 | «My Life» (разом з Eminem та Адамом Левіном) | Найкраща пісня                 | невирішено |
| 2012 | «My Life» (разом з Eminem та Адамом Левіном) | Найкраща пісня                 | невирішено |